# Uniqa Classic
Das Uniqa Classic war ein Etappenrennen, das über 50 Jahre in Österreich ausgefahren wurde. Bis 1991 führte es über zwei Etappen. Von 1953 an hieß das Rennen Wien-Rabenstein-Gresten-Wien; es war das wichtigste österreichische Radrennen nach der Österreich-Rundfahrt, wenn auch von 1953 bis 1995 Amateuren vorbehalten. Ab 2001 wurde es nach einem Versicherungskonzern „Uniqa Classic“ benannt. 2005 war das Rennen Teil der UCI Europe Tour in der Kategorie 2.1, wurde aber anschließend nicht mehr ausgetragen.

## Gewinner
Liste der Gewinner:
| - 2005 Bram de Groot - 2004 Kjell Carlström - 2003 Roger Hammond - 2002 Adam Homolka - 2001 Maurizio Vandelli - 2000 Maurizio Vandelli - 1999 Maurizio Vandelli - 1998 Niki Aebersold - 1997 Roberto Pistore - 1996 Léon van Bon - 1995 Andreas Lebsanft - 1994 Franz Stocher - 1993 Georg Totschnig - 1992 Andreas Langl - 1991 Roman Kreuziger - 1990 Dietmar Hauer - 1989 Albert Hainz - 1988 Albert Hainz | - 1987 Johann Lienhart - 1986 Ondrej Glajza - 1985 Johann Lienhart - 1984 Franz Spilauer - 1983 Reinhard Popp - 1982 Helmut Wechselberger - 1981 Christian Pail - 1980 Johann Lienhart - 1979 Hans Summer - 1978 Vendolin Kvetan - 1977 Hans Summer - 1976 Roman Humenberger - 1975 Rudi Mitteregger - 1974 Wolfgang Steinmayr - 1973 Franz Inthaler - 1972 František Kondr - 1971 Roman Humenberger | - 1970 Manfred Dähne - 1969 Vlado Hajtmann - 1968 Rudolf Kretz - 1967 Roman Humenberger - 1966 Siegfried Huster - 1965 Robert Csenar - 1964 Kurt Schweiger - 1963 Kurt Schattelbauer - 1962 Walter Müller - 1961 Klaus Ampler - 1960 Felix Damm - 1959 Kurt Schweiger - 1958 Walter Müller - 1957 Heinz Klöckl - 1956 Adolf Christian - 1955 Richard Durlacher - 1954 Adolf Christian - 1953 Franz Becksteiner |